# هربرت أميس
هربرت أميس هو سياسي كندي، ولد في 27 يونيو 1863 في مونتريال في كندا، وتوفي بنفس المكان في 31 مارس 1954. نشط حزبياً في حزب كندا المحافظ. وقد انتخب عضو مجلس العموم الكندي.